# Mando JP1

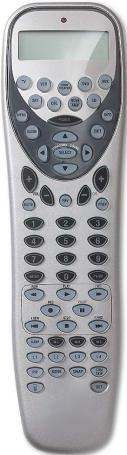
Un mando a distancia JP1

Un mando JP1 es un tipo de mando universal, en general con un conector de interfaz de seis pines con la etiqueta "JP1" dentro del compartimento de la batería, fabricado por Universal Electronics Inc. La interfaz JP1 permite reprogramar el mando a distancia, añadiendo nuevas listas de códigos-funciones y guardarlas en el PC. Los aficionados al Home cinema utilizan la interfaz JP1 para evitar que el mando se les quede obsoleto o al acabarse las pilas, se pierdan las funciones añadidas, a veces muy trabajadas.
La mayoría de los mandos a distancia JP1 son capaces de funciones avanzadas tales como la reasignación de teclas y macros. Algunos modelos se pueden actualizar descargando nuevas versiones en la web, añadiendo nuevas listas de códigos.

## Familia de mandos JP1
Universal Electronics, Inc es quien fabrica todos los mandos JP1. UEI vende varios modelos bajo la marca One For All,  y suministra mandos a diferentes fabricantes de electrónica de consumo, como RadioShack, Sony o Sky TV, y también a proveedores de cable de Norteamérica, como Comcast, Rogers, Cox, Shaw, Charter and Time Warner.
En las placas de circuito impreso la etiqueta "JP1" es una abreviatura común para  "Jumper 1", es decir, el primer puente de la placa (y para la mayoría de mandos a distancia,  el único puente). Los modelos posteriores están etiquetados como "JP1.x", donde "x" puede ser 1, 2, o 3, según el tipo de procesador utilizado.
Las placas de circuito de los mandos JP1 de diseño más temprano usaban un chip de memoria EEPROM. Los diseños más tardíos utilizan microcontroladores con memoria flash.

## Actualización mediante el cable de interfaz JP1
Los datos y el software de la mayoría de mandos JP1 se pueden actualizar y ampliar mediante el mencionado cable de interfaz JP1 dialogante con un programa que se ejecuta al PC, como p.e.: IR, RemoteMaster, o KeyMap Master. Las actualizaciones y extensiones incluyen nuevos datos del código del dispositivo, nuevos protocolos de IR, configuraciones avanzadas del teclado y algunas macros
Nicola Salmoria descubrió como añadir nuevas funciones a los mando JP1, codificando "Extenders" de software (con protocolos que sustituyen el bucle de procesamiento principal de un mando JP1). La potencia de los "Extenders" depende de la capacidad del hardware de cada mando JP1 en particular. Las características típicas incluyen "Extenders" que permiten: alargar la longitud de las macros; una ejecución más rápida de órdenes; macros imbricadas; y la "pulsación larga de teclas" (LKP) - en que una tecla lleva a cabo diferentes acciones dependiente del tiempo que se presiona.

## Software
Hay varios paquetes de software disponibles. El paquete básico en su forma más simple permite actualizar la funcionalidad básica del mando mediante el PC. También permite la instalación de nuevos dispositivos, protocolos y "extenders", aunque estos se crean por separado y se copian en el paquete del núcleo. También permite la completa configuración de todo el mando, guardando los datos al PC en forma de fichero binario para emplearlas como copia de seguridad o para poder "clonar" el mando sobre otro.
Programas complementarios para el núcleo básico cubren funcionalidades como la creación de nuevos dispositivos, la creación de nuevos protocolos, empleando el lenguaje ensamblador de los procesadores del mando, y el análisis de las señales aprendidas por el mando para permitir de forma adecuada el apoyo de protocolos para el control de nuevos dispositivos.
El octubre del 2000, los forofos a la electrónica Dan "HW Hackr" Nelson y Rob Crowe del forum "General Consumer Remotas" , dentro de remotecentral.com’s diseñaron un conector JP1 que podía ser utilizado para examinar y modificar la parte de la memoria de un mando a distancia que contiene los datos de configuración de usuario así como la actualización de los dispositivos aprendidos Estos forofos fueron capaces de hacer ingeniería inversa de esta área de memoria, descubriendo más tarde como aplicar las actualizaciones directamente. Lo JP1 Remotas Forum amplió este trabajo, y sigue siendo lo principal foco de investigación para la explotación de nuevas funcionalidades JP1.

## Códigos de función extendidos (EFC)
Los mandos universales más antiguos utilizan un código de dispositivo/nº de protocolo y códigos de función extendidos de tres dígitos para la configuración empleando las teclas del propio mando, o a través de la interfaz JP1. Estos códigos a veces permiten que un mando universal sea programado con algunas funciones adicionales que puede-ser antes no estaban disponibles ni en el mando del fabricante original. En los mandos universales más recientes, estos códigos de función han sido ampliados a una longitud de cinco dígitos.
Hay uno programa-herramienta que ayuda a buscar estos conjuntos de códigos a la página web del "JP1 Group",en general, códigos adicionales pueden obtenerse del fabricante, del distribuidor o del proveedor del mando.

## Mandos UEI antiguos
Universal Electronics Inc. suministró una serie previa de mandos universales, concretamente la marca europea llamada "Big Easy". Estos mandos pueden operar hasta cuatro dispositivos populares, con protocolos y conjuntos de códigos limitados normalmente a TV, satélite analógico y VCR. Sin embargo, algunos receptores digitales terrestres y reproductores de DVD están utilizando protocolos y conjuntos de códigos, que habían sido utilizados anteriormente por los receptores de satélite analógico. Esto quiere decir que estos mandos antiguos todavía pueden ser útiles.
Los mandos a distancia de esta gama de productos normalmente se pueden identificar por la presencia de tres "guiños de programación" en el compartimento de la batería. Los códigos para reprogramar estos mandos a distancia se pueden establecer en forma de algoritmo, que puede ser descargados de la web libremente y utilizados para encontrar conjuntos de códigos de control extendidos.

## Prensa
Lo JP1 se ha estudiado en detalle en la Detroit Free Press
y en la revista Nuts and Volts.